# Pochyta
Pochyta is een geslacht van spinnen uit de familie springspinnen (Salticidae).

## Soorten
De volgende soorten zijn bij het geslacht ingedeeld:
- Pochyta albimana Simon, 1902
- Pochyta fastibilis Simon, 1903
- Pochyta insulana Simon, 1910
- Pochyta major Simon, 1902
- Pochyta moschensis Caporiacco, 1947
- Pochyta occidentalis Simon, 1902
- Pochyta pannosa Simon, 1903
- Pochyta perezi Berland & Millot, 1941
- Pochyta poissoni Berland & Millot, 1941
- Pochyta pulchra (Thorell, 1899)
- Pochyta remyi Berland & Millot, 1941
- Pochyta simoni Lessert, 1925
- Pochyta solers Peckham & Peckham, 1903
- Pochyta spinosa Simon, 1901